# Plagiotremus rhinorhynchos

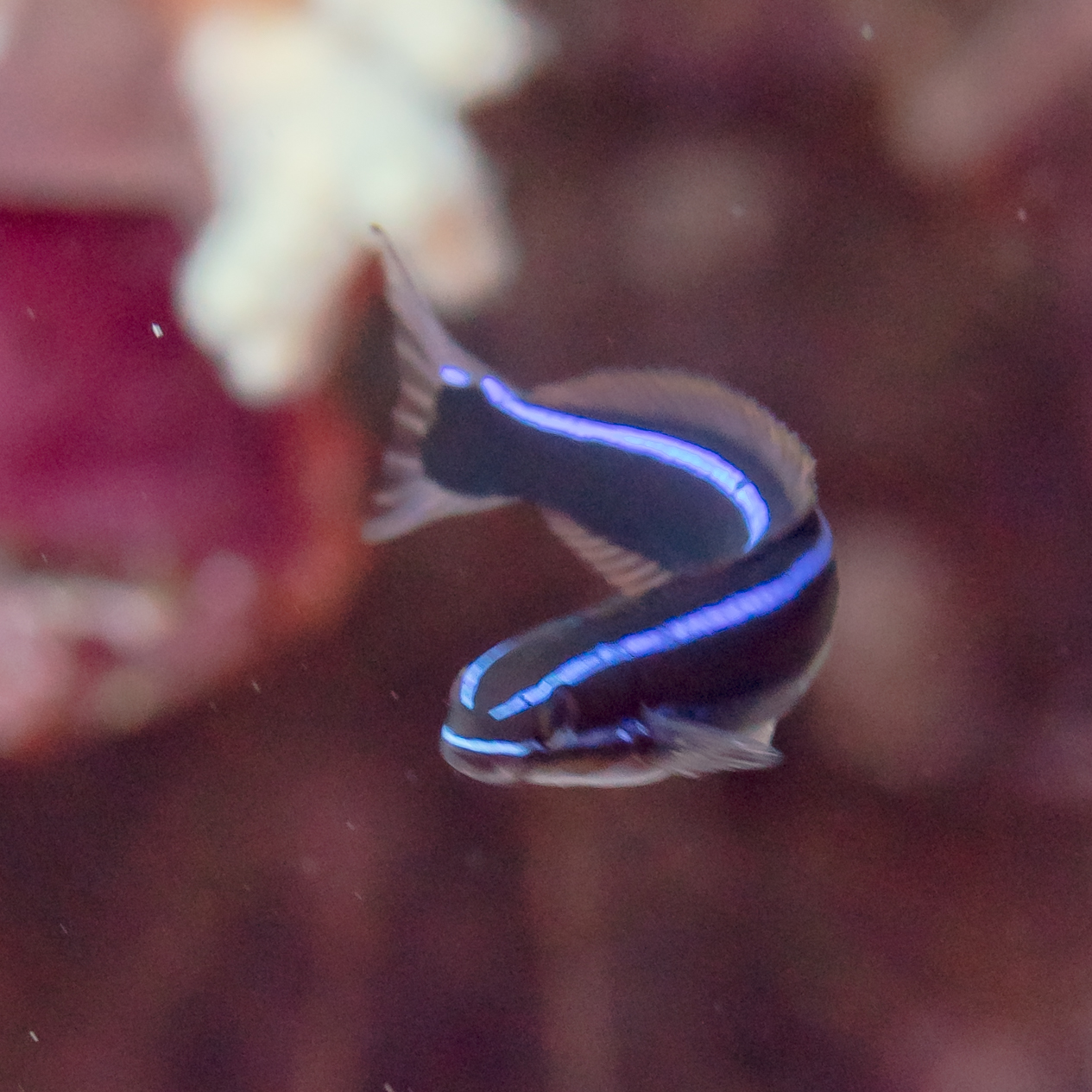
Ejemplar en el mar Rojo.

Plagiotremus rhinorhynchos es una especie de pez de la familia Blenniidae en el orden de los Perciformes.

## Morfología
• Los machos pueden llegar alcanzar los 12 cm de longitud total.

## Reproducción
Es ovíparo.

## Hábitat
Es un pez de mar y de clima tropical y asociado a los  arrecifes de coral que vive entre 1-40 m de profundidad.

## Distribución geográfica
Se encuentra desde el Mar Rojo hasta Knysna (Sudáfrica), las Islas de la Línea, las Islas Marquesas, las Islas de la Sociedad, el sur de Japón y la Isla Lord Howe.